# Flamisoul
Flamisoul est un petit village de la commune belge de Bertogne située dans la province de Luxembourg. Environ 50 habitants y vivent (les Machuray). Il fait partie de la section de Longchamps.

## Patrimoine
La chapelle Sainte-Aldegonde, datant de 1626, est un petit sanctuaire mononef de trois travées construit au XVIIe siècle en moellons blanchis qui comprend un chevet à trois pans percé d'un oculus dans l'axe et une toiture d'ardoises. Les traces d'une entrée obturée sont visibles sur le pan latéral sud du chevet. Le chœur est pavé de sept dalles funéraires, datées du XVIe au XIXe siècle, des seigneurs et maîtres des postes de l'endroit, les Machuray. L'autel polychrome, avec dorures et statues en bois peint, est dominé par la statue en bois doré de sainte Aldegonde (XVIIe siècle). La chapelle est classée depuis 1987.